# Anna Gien
Anna-Katharina Gien (* 29. April 1991 in München) ist eine deutsche Schriftstellerin und Kolumnistin.

## Leben
Gien ist die Tochter der Germanistin Gabriele Gien. Sie wuchs in München und Augsburg auf. Sie studierte Kulturwissenschaften und Kunstgeschichte in Berlin und Florenz. Nach der Arbeit für diverse Kunstinstitutionen, künstlerische Projekte und als freie Autorin für Kunstzeitschriften widmete sie sich vermehrt dem literarischen und essayistischen Schreiben. Ab 2018 verfasste sie eine Kolumne für das Magazin Monopol unter dem Titel Das wird schon. Sie schreibt Artikel und Essays für Die Zeit und Zeit Online sowie Kunstmagazine und -kataloge. Ihre Texte verhandeln oft Macht und Begehren, Ökonomien des weiblichen Körpers, die Fragilität der Wahrnehmung, Unterwerfung und Liebe und arbeiten mit Einflüssen der bildenden Kunst, der Nouvelle Vague, dem Symbolismus und Horror. 
2019 erschien ihr zusammen mit Marlene Stark verfasster Debütroman M im Verlag Matthes & Seitz Berlin. Eine Theateradaption war für 2020 an der Berliner Schaubühne geplant, wurde jedoch wegen der COVID-19-Pandemie verschoben.

## Werke
- M. Matthes & Seitz Berlin, Berlin 2019, ISBN 978-3-95757-694-1.
- Paris.Rot. März Verlag, Berlin 2023, ISBN 978-3755000143